# Liste der Naturdenkmale in Fürstenberg/Havel
Die Liste der Naturdenkmale in Fürstenberg/Havel enthält alle Naturdenkmale der brandenburgischen Stadt Fürstenberg/Havel im Landkreis Oberhavel, welche durch Rechtsverordnung geschützt sind.
In den Spalten befinden sich folgende Informationen:
- Nr.: Identifizierungsnummer nach veröffentlichter Liste. Sie wird von der unteren Naturschutzbehörde des Landkreises oder der kreisfreien Stadt vergeben. Wenn sie bekannt ist, wird sie angegeben. In dieser Spalte kann sich zusätzlich das Wort Wikidata befinden, der entsprechende Link führt zu Angaben zu diesem Naturdenkmal bei Wikidata.
- Bezeichnung: Benennung des Naturdenkmals, in der Regel wird bei Bäume die Baumart genannt. Bekannte Eigennamen werden mit angegeben.
- Gemarkung: Ort oder Gemarkung, in der sich das Naturdenkmal befindet
- Lage: Nennt die Lage des Naturdenkmals im jeweiligen Ortsteil und die geografischen Koordinaten des Naturdenkmals. Link zu einem Kartenansichtstool, um Koordinaten zu setzen. In der Kartenansicht sind Naturdenkmale ohne Koordinaten mit einem roten beziehungsweise orangen Marker dargestellt und können in der Karte gesetzt werden. Denkmale ohne Bild sind mit einem blauen bzw. roten Marker gekennzeichnet, Denkmale mit Bild mit einem grünen beziehungsweise orangen Marker.
- Beschreibung: die Beschreibung des Naturdenkmales
- Schutzzweck: Erläutert den Grund der Unterschutzstellung
- Bild: Zeigt ein Bild des Naturdenkmales und gegebenenfalls ein Link zu weiteren Fotos im Medienarchiv Wikimedia Commons

## Bredereiche
| Bild                                    | Bezeichnung                 | Lage                                                                                            | Beschreibung | Schutzzweck | Nummer |
| --------------------------------------- | --------------------------- | ----------------------------------------------------------------------------------------------- | ------------ | ----------- | ------ |
| Direkt Bild zu diesem Denkmal hochladen | Alte Eiche                  | Bredereiche, Straße nach Zootzen; Flur 1, Flurstück 63 bei der Kläranlage ()                    |              |             | 50     |
| Direkt Bild zu diesem Denkmal hochladen | Eiche                       | Bredereiche, am Kreuzkrüger Weg S. 16 ()                                                        |              |             | 51     |
| Weitere Bilder Fotos hochladen          | Nonneneiche (Schwedeneiche) | Bredereiche, Weg Himmelpfort-Bredereiche; Flur 6, Flurstück 7 (53° 9′ 40,1″ N, 13° 14′ 11,9″ O) |              |             | 52     |
| Direkt Bild zu diesem Denkmal hochladen | Findling                    | Bredereiche, an der alten Lychener Landstraße (heute An den Fünfruten); Flur 5, Flurstück 16 () |              |             | 53     |

## Fürstenberg
| Bild                                    | Bezeichnung | Lage                        | Beschreibung | Schutzzweck | Nummer |
| --------------------------------------- | ----------- | --------------------------- | ------------ | ----------- | ------ |
| Direkt Bild zu diesem Denkmal hochladen | 2 Linden    | Fürstenberg, Kirche ()      |              |             | 70     |
| Direkt Bild zu diesem Denkmal hochladen | 2 Linden    | Fürstenberg, im Gutspark () |              |             | 70     |

## Himmelpfort
| Bild                                    | Bezeichnung | Lage                                              | Beschreibung | Schutzzweck | Nummer |
| --------------------------------------- | ----------- | ------------------------------------------------- | ------------ | ----------- | ------ |
| Direkt Bild zu diesem Denkmal hochladen | Kastanie    | Himmelpfort, auf dem Pfarracker bei der Kirche () |              |             | 100    |
| Direkt Bild zu diesem Denkmal hochladen | Linde       | Himmelpfort, Friedhof ()                          |              |             | 101    |

## Steinförde
| Bild                                    | Bezeichnung | Lage                                                         | Beschreibung | Schutzzweck | Nummer |
| --------------------------------------- | ----------- | ------------------------------------------------------------ | ------------ | ----------- | ------ |
| Direkt Bild zu diesem Denkmal hochladen | Blutbuche   | Steinförde, Park der Oberförsterei, Flur 3, Flurstück 149 () |              |             | 205    |
| Direkt Bild zu diesem Denkmal hochladen | Kiefer      | Steinförde, Abt. 58 ()                                       |              |             | 206    |

## Tornow
| Bild                                    | Bezeichnung                           | Lage                                                                                        | Beschreibung                                                | Schutzzweck | Nummer |
| --------------------------------------- | ------------------------------------- | ------------------------------------------------------------------------------------------- | ----------------------------------------------------------- | ----------- | ------ |
| Direkt Bild zu diesem Denkmal hochladen | Starke Buche                          | Tornow, Abt. 26; Flur 5, Flurstück 25 ()                                                    |                                                             |             | 210    |
| BW                                      | Alte Eiche genannt „Gnomeneiche“      | Tornow, Neubau, am Teich „Pudelmütze“; Flur 3, Flurstück 73 (53° 4′ 35,7″ N, 13° 14′ 15″ O) | Stammumfang: 7,09 m (2018) Höhe: 27 m (2003) Alter: 400–500 |             | 211    |
| BW                                      | Eiche genannt „Straßeneiche“          | Tornow, OA nach Blumenow; Flur 2, Flurstück 189/2 (53° 3′ 51,9″ N, 13° 17′ 11,5″ O)         | Stammumfang: 7,80 m (2016) Höhe: 27 m (2016) Alter: 350–400 |             | 212    |
| Direkt Bild zu diesem Denkmal hochladen | 10 alte Eichen                        | Tornow, Abt. 14; Flur 7, Flurstück 19 ()                                                    |                                                             |             | 213    |
| Direkt Bild zu diesem Denkmal hochladen | 4 500-jährige Eichen                  | Tornow, im Schmerwinkel ()                                                                  |                                                             |             | 214    |
| Direkt Bild zu diesem Denkmal hochladen | Alte Wacholder und 500-jährige Eichen | Tornow, Abt. 23 ()                                                                          |                                                             |             | 215    |

## Zootzen
| Bild | Bezeichnung | Lage                                                                                          | Beschreibung | Schutzzweck | Nummer |
| ---- | ----------- | --------------------------------------------------------------------------------------------- | ------------ | ----------- | ------ |
| BW   | 2 Linden    | Zootzen, Dorfstraße, am alten Friedhof; Flur 3, Flurstück 45 (53° 9′ 9,8″ N, 13° 12′ 39,6″ O) |              |             | 246    |